# جمال علیوی
جمال علیوی (عربی: جمال عليوي؛ زادهٔ ۲ ژوئن ۱۹۸۲) بازیکن فوتبال اهل مراکش است.
از باشگاه‌هایی که در آن بازی کرده‌است می‌توان به باشگاه فوتبال کروتونه، باشگاه ورزشی الخریطیات، باشگاه فوتبال پروجا، باشگاه فوتبال الوداد کازابلانکا، باشگاه فوتبال کاردمیر قره‌بوک‌اسپور، باشگاه فوتبال نانت، باشگاه فوتبال المپیک لیون، باشگاه فوتبال سیون، باشگاه فوتبال متس، و باشگاه فوتبال کاتانیا اشاره کرد.
وی همچنین در تیم ملی فوتبال مراکش بازی کرده‌است.